# 太古の響き
太古の響き（たいこのひびき）は、栃木県足利市在住の陶芸家・篠崎孝司が創作した和楽器群の総称。

## 創作の背景
水琴窟や、鉄製の楽器シデロ・イホスに興味を抱いていた篠崎が龍音工房にて2000年に制作を開始した。

## 楽器の特性
楽器本体は陶製である。手工の陶芸作品でもあるため、1台ごとに色合い・形状、音色が微妙に異なる。制作は、1作品につき3～4ヶ月をかけて行われる。

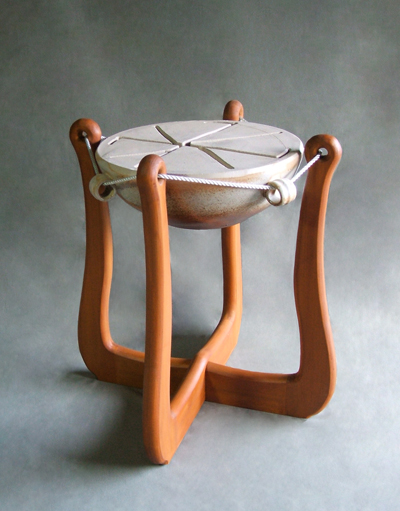
太古の響き 水留音

陶器特有の柔らかさ・暖かみのある音色を持つ癒し系打楽器とされるが、金属的な響きを発生させることもできる。

## 奏法・用途
コルクなどでできた特製マレットで鼓面を叩き、パーカッション（打楽器）として演奏する。
鼓面に上から水滴を垂らすことで音を発生させることもできるため、アンビエント音楽や、インテリア、エクステリア、インスタレーションの要素として、あるいはパターン・ランゲージのコンテクストでも利用される。

## 発表・展示の経緯
足利市立美術館や高崎市美術館などで楽器の展示・制作者自身による演奏が行われた。ほかに宇都宮市大谷資料館、川越市立美術館、中ノ沢美術館、渋川美術館、「にいがた ～ 水と土の芸術祭」、栃木県立美術館企画の「イノセンス ― いのちに向き合うアート」展など。

### 演奏家
代表的な演奏家として竹原美歌やンジャセ・ニャン、瀧本季典など。海外の演奏家では、ジョニー・ラ・マラマが2010年9月の日本公演で「水留音」をフィーチャーしたオリジナル楽曲を披露した。

## 楽器の種類

### 水留音（すいるおん）
上部の鼓面に6～7本の切込みがあり、特製マレットで叩くことで多彩な音色を発生させることができる。
楽器全体の共鳴で生じる複雑な音色が特徴。陶器独特の暖かい響きに加え、金属的な響きも若干発生する。水滴を落として響かせることで、マレットによる演奏とは微妙に異なる幽玄な響きを得ることもできる。
色は白系と茶系の2種類。代表的なサイズは楽器本体が直径約38 cm、高さ約20 cm。設置した状態で最大幅が約40 cm、高さ約60 cm。

#### 水留音〈雫〉（―しずく）
鼓面に水滴を垂らすことで、幽玄な音を発生させる作品。「水留音」「陶製台」「水壷」の3点で構成される。マレットで叩いて演奏することもできる。
水壷は、約30分をかけて水滴がゆっくりと楽器本体の鼓面へ落ちるように設計されている。水壷設置用の鉄製オブジェもあわせて制作されているが、それを使用せずに水壷を樹木の枝などから紐・縄などで吊るしても利用できる。玄関・庭などのエクステリア、インテリアの要素となるようにも設計されている。
サイズは楽器本体を陶製台にセットした状態で、概ね直径約33 cm、高さが約50〜70 cm。

#### 水留音〈小〉（―しょう）
「水留音」のコンパクト版。テーブルや床などに設置し、叩いて演奏する。「水留音」と同様に多彩な音色が得られるが、小型で置き場所を選ばないため、インテリアの要素としても使用される。また水滴を落として響かせることで、マレットで演奏した場合とは微妙に異なる幽玄な響きが生じる。色調は白系。代表的なサイズは直径が約27 cm、高さが約15 cm。

### 揺音（たゆたね）
本体に大きさの異なる複数のボール（主に木製）が入っており、両手で持ち、左右に揺らすと、柔らかく波がうねるような音色が生じる。このほか、上下逆さにしてマレットで叩けば「水留音」としても使用できる。水滴を落として響かせることもできる。白系と茶系の2パターンがある。代表的なサイズは、直径約27 cm、高さ約15 cm。

### 龍音（たつね）
叩く場所が自由な球形の楽器。特製マレットで叩くことで、多彩な音色を奏でることができる。叩く位置によって「水留音」よりも高音がカットされ、少しこもり気味の音色が得られる。形状やサイズが異なる〈蕾〉と〈風〉の2種類があるが、音色は変わらない。「水留音」と同様に水滴を落として響かせることもできる。代表的なサイズは、〈蕾〉が楽器本体の直径が約26 cm、横幅約40 cm。設置した状態で、最大幅が約40 cm、高さ約70 cm。〈風〉は、楽器本体が直径約26 cm、横幅約45 cm。設置した状態で、横幅が約67 cm、奥行約58 cm、高さ約90 cm。

### 胴韻（どいん）
突起部の先端を手で叩き、空気圧を利用して奏でる低音楽器。特製マレットで演奏することもできる。ウドゥ（アフリカの打楽器）と似た構造の楽器。白系と茶系の2種類があり、代表的なサイズは直径約25 cm、長さ約38 cm。